# Doratulina viridulus
Doratulina viridulus är en insektsart som beskrevs av Singh-pruthi 1930. Doratulina viridulus ingår i släktet Doratulina och familjen dvärgstritar. Inga underarter finns listade i Catalogue of Life.